# Fusell Tipus 97
El Fusell Tipus 97 (del japonès: '九七式狙撃銃', 'Kyū-nana-shiki sogekijū') era un fusell de forrellat de franctirador de disseny japonès basat en el fusell Tipus 38. Com al majoria de fusells de franctirador de l'època, aquest era una adaptació d'un model ja existent d'un fusell d'infanteria. L'única diferència amb el fusell original Tipus 38 era que aquest fusell tenia una vulata més lleugera, una mira telescòpica de 2,5 augments i un riel per adaptar un monopode, encara que les veesions posteriors havien eliminat aquest riel i el monopode. El rifle va entrar en servei en 1937. Quan disparava, la bala de 6,5 x 50 mm Arisaka, produïa poca llum del tret, i poc fum, i feia les tasques contra franctiradors molt més dificilsThe rifle entered service in 1937. La falta de flaix i fum venia donada de la llargada, de 797 mm, molt més llarg que els normals, el que feia que el combustible de la bala es pogués cremar del tot i arribar al punt perfecte de la velocitat de la bala i la punteria. La mira telescòpica estava situada a l'esquerra del fusell, per permetre que el fusell es pogués carregar amb un clip. Com altres fusells de l'estil Mauser, tenia un carregador intern fixe de 5 bales. El fusell podia ser carregat amb un clip de munició de 5 bales o bala a bala.
El Tipus 97 era produït a l'Arsenal de Nagoya i a l'Arsenal de Kokura, amb The Type 97 was manufactured at the Nagoya Arsenal and Kokura Arsenal, amb la majoria d'ells produïts a Nagoya.

## Historial de combat
Després de lluitat contra els franctiradors xinesos entrenats pels alemanys, l'Exèrcit Imperial Japonès va decidir començar a desenvolupar nous fusells de franctirador per ells mateixos. Entrenament en camuflatge, construcció d'equipament i altres tècniques eren comunes entre la infanteria japonesa, i els franctiradors estaven entrenats especialment en disparar un fusell específic.
El Tipus 97 era el fusell de franctirador estàndrad de l'Exèrcit Imperial Japonès, un fusell normal Tipus 38 Arisaka amb una.mira telescòpica afegida. El Tipus 97 va ser utilitzat sovint entre els franctiradors japonesos, els quals a vegades s'amagaven en les fulles i parts superiors de les palmeres, o altres llocs ben amagats, amb resultats d'altes quantitats de baixes. Com.que utilitzaven la munició de 6,5 x 50 mm SR, el qual produïa molt poca quantitat de fum i flaix, afegit al llarg canó que ja reduïa aquestes característiques, amb el fusell Tipus 97, el tirador era molt difícil d'identificar a diatàncies superiors a 150 yardes. Les tropes amb experiènca de l'exèrcit nord americà, van començar a desenvolupar noves tàctiques per acabar amb els franctiradors japonesos, que consistia en avançar el màxim possible per a poder trobar el tirador.